# Jefinho
Jeferson Geraldo de Almeida, meglio noto come Jefinho (Petrópolis, 23 febbraio 1989), è un calciatore brasiliano, centrocampista del Samgurali Ts'q'alt'ubo.

## Carriera
In carriera ha giocato 4 partite nella fase a gironi della CONCACAF Champions League.